# 27711 Kirschvink
27711 Kirschvink este un asteroid din centura principală de asteroizi.

## Descriere
27711 Kirschvink este un asteroid din centura principală de asteroizi. A fost descoperit pe 4 noiembrie 1988 la Observatorul Palomar de Carolyn S. Shoemaker și Eugene M. Shoemaker. Asteroidul prezintă o orbită caracterizată de o semiaxă mare de 2,29 ua, o excentricitate de 0,24 și o înclinație de 23,5° în raport cu ecliptica.